# Vladimir Sergeevič Epišin
Vladimir Sergeevič Epišin (in russo Владимир Сергеевич Епишин?; Leningrado, 11 luglio 1965) è uno scacchista russo, sovietico fino al 1992.
Grande maestro dal 1990, raggiunse il massimo rating Elo nel 1994, con 2675 punti. Dal 1987 al 1996 fu uno dei secondi di Anatolij Karpov in tutti i suoi match più importanti.
È considerato uno dei più grandi specialisti dei tornei open. In Italia si è aggiudicato cinque volte il torneo di Bratto (quattro volte consecutive 1999-2002 e nel 2005). Al torneo di Capodanno di Reggio Emilia del 1995/96 fu =1º con Yury Razuvaev e Aleksej Dreev, ma Razuvaev prevalse per spareggio tecnico.
Vinse, da solo o alla pari, un gran numero di tornei, tra cui i seguenti:
- 1990: Francoforte sul Meno
- 1992: Mosca
- 1993: Brno
- 1994: Mladá Boleslav, Brno, Elenite
- 1995: Manresa
- 1996: Parnawa-B
- 1997: Bad Wiessee, Las Palmas, Aschach
- 1998: Graz, El Corte Inglés
- 1999: Bratto (IT), Willingen, Neuchâtel[1]
- 2000: Bratto (IT), Vancouver, Vlissingen, Torino, Essent Open, Neuchâtel[2]
- 2001: Bratto (IT), Willingen, Baunatal
- 2002: Bratto (IT), Saint-Vincent, Deizisau, Créon, Arco, Siviglia, Isola di Man
- 2003: Deizisau, Créon,
- 2004: Reykjavík Open, Marsiglia, Kilonia, Albacete, Nicea
- 2005: Bratto (IT), Ginevra, Schwäbisch Gmünd, Erandio, Siviglia, Northeim
- 2006: Le Touquet-Paris-Plage
- 2007: Parla, Granada
- 2011: Festival scacchistico internazionale di Padova
- 2017: Würzburg